# Kristen Nygaard
Kristen Nygaard (27. srpna 1926 Oslo, Norsko – 10. srpna 2002 Oslo) byl norský informatik.
Společně s Ole-Johanem Dahlem vytvořili revoluční programovací jazyk Simula, který jako první využíval paradigma objektově orientovaného programování. Za tento počin získal v roce 2001 spolu s Dahlem Turingovu cenu.